# 한별중학교
한별중학교는 대한민국 경기도 남양주시 별내동에 있는 공립 중학교이다.

## 학교 연혁
- 2014년 9월 1일 : 한별중학교 설립 인가 및 개교(1학년 1학급, 2학년 1학급, 3학년 1학급, 총 3학급(특수1 포함))
- 2014년 9월 1일 : 초대 서연자 교장 취임
- 2015년 2월 11일 : 제1회 졸업 (1학급 6명)
- 2015년 3월 2일 : 제1회 입학 (5학급 141명, 총 8학급 (특수1) 213명)
- 2018년 10월 10일 : 농구장 개소식
- 2019년 6월 28일 : 창의수학실 구축
- 2019년 8월 16일 : English Smart Lab 구축
- 2020년 5월 7일 : 한별치유텃밭(숨, 쉼, 삶 프로젝트) 조성
- 2023년 9월 1일 : 제3대 황세근 교장 취임
- 2024년 1월 12일 : 제10회 졸업(9학급 291명 졸업, 누계 2,397명)
- 2024년 3월 4일 : 제10회 입학(8학급 254명)

## 참고 자료
- 한별중학교 - 한국교육학술정보원 학교알리미